# Bodinayakkanur
Bodinayakkanur (Tamil: போதிநாயக்கனூர் Pōtināyakkaṉūr, auch Bodinayakanur, kurz Bodi) ist eine Stadt mit rund 80.000 Einwohnern im Distrikt Theni im südindischen Bundesstaat Tamil Nadu.

## Lage und Klima
Die ca. 350 m hoch gelegene Stadt Bodinayakkanur liegt im Südwesten Tamil Nadus nahe der Grenze zum Bundesstaat Kerala; die östlich gelegene Millionenstadt Madurai ist ca. 90 km (Fahrtstrecke) entfernt. Bodinayakkanur liegt im Kambam-Tal und ist auf zwei Seiten von Bergen umgeben: Im Westen bildet der Hauptkamm der Westghats die natürliche Grenze zu Kerala, im Norden erheben sich die Palani-Berge, ein Ausläufer der Westghats.

## Bevölkerung
| Jahr      | 1991   | 2001   | 2011   | 2021  |
| Einwohner | 66.500 | 73.410 | 75.675 | k. A. |

Ungefähr 96,5 % der Einwohner sind Hindus, ca. 2,5 % sind Moslems und ca. 1 % sind Christen. Die Hauptsprache ist, wie in ganz Tamil Nadu, das Tamil, das von rund 81 Prozent der Bevölkerung als Muttersprache gesprochen wird; etwa 13 % sprechen Telugu und 6 % Kannada.

## Wirtschaft
Bodinayakkanur ist ein Handelszentrum, in dem die Erträge der Kardamomplantagen der Berge in der Umgebung umgeschlagen werden. Durch die Stadt führt die nationale Fernstraße NH 49, die von Rameswaram über Madurai kommend die Westghats überquert und nach Kochi im Kerala führt. Außerdem ist Bodinayakkanur Endpunkt der Bahnstrecke Madurai–Bodinayakkanur. Anfang 2011 wurde der Bahnverkehr aber eingestellt, um die Strecke von Meterspur auf die indische Breitspurweite umzustellen.

## Geschichte
Während der Vijayanagar- und Nayak-Zeit (14. bis 18. Jahrhundert) war Bodinayakkanur Sitz eines Feudalguts, der einem Vasallen (poligar) der Nayaks von Madurai gehörte. Die örtliche Poligar-Dynastie soll im Jahr 1336 aus Gooty eingewandert sein. Nachdem Bodinayakkanur Ende des 18. Jahrhunderts kurzfristig unter der Kontrolle Mysores und Travancores stand, kam es im Jahr 1801 unter britische Herrschaft. Die Poligars von Bodinayakkanur wurden von den Briten als Zamindars (Grundbesitzer) eingesetzt. Nach der indischen Unabhängigkeit 1947 wurde das Zamindari-System abgeschafft.